# Charles Stuart-Wortley (Politiker, 1802)
Hon. Charles James Stuart-Wortley-Mackenzie (* 3. Juni 1802; † 22. Mai 1844 in London) war ein britischer Offizier und Politiker, der einmal als Abgeordneter für das House of Commons gewählt wurde.
Charles Stuart-Wortley entstammte einer alten Nebenlinie des Hauses Stuart. Er wurde als zweiter Sohn von James Stuart-Wortley und dessen Frau Elizabeth Creighton, einer Tochter von John Creighton, 1. Earl Erne geboren. Er besuchte ab 1812 die Harrow School. 1819 trat er als Kornett in das Regiment der 10th Dragoons ein. Bis 1826 erreichte er den Rang eines Hauptmanns, erhielt aber ab 1829 nur noch Halbsold. Sein Vater war 1826 zum Baron Wharncliffe erhoben worden und hatte sein Familienname zu „Stuart-Wortley-Mackenzie“ ergänzt. Bei den Unterhauswahlen 1830 wurde Charles anstelle seines älteren Bruders John als Abgeordneter für das rotten borough Bossiney in das House of Commons gewählt. Sein Bruder hatte für den schottischen Wahlbezirk Perth Burghs kandidiert. Charles nahm nur kurze Zeit an den Parlamentssitzungen teil, denn bereits im Februar 1831 legte er sein Mandat nieder, nachdem die Wahl seines Bruders für ungültig erklärt worden war. In der anschließenden Wahl wurde dann wieder sein Bruder für Bossiney gewählt. Charles erwog, bei der nächsten Wahl als Kandidat für Milborne Port anzutreten, verzichtete aber aufgrund der starken Position von Philip Crampton, des Kandidaten von Lord Anglesey.    
Er heiratete am 17. Februar 1831 Lady Emmeline Charlotte Elizabeth Manners, eine Tochter von John Manners, 5. Duke of Rutland. Seine Frau war zuvor von Prinz Leopold von Sachsen-Coburg umworben worden und wurde später als Schriftstellerin bekannt. Charles wurde zu einem der Vertrauten des Prinzen und begleitete ihn 1832 nach Belgien, wo er während der Belgischen Revolution im Dezember bei der französischen Belagerung der Zitadelle von Antwerpen zugegen war. Dabei nahm er ohne offiziellen Auftrag Briefe des britischen Außenministers Lord Palmerston an Robert Adair, den britischen Gesandten in Brüssel, und an den britischen Militärbeobachter Oberst John Cradock mit. 
Er starb an den Spätfolgen eines Reitunfalls. Er hatte mit seiner Frau folgende Kinder:
- Archibald Stuart-Wortley-Mackenzie (1832–1890) ⚭ Lavinia Rebecca Gibbins
- Adelbert William John Stuart-Wortley-Mackenzie († 1847)
- Victoria Alexandrina Stuart-Wortley-Mackenzie (1837–1912) ⚭ Sir William Earle Welby-Gregory, 4. Baronet